# Jacek Taraszkiewicz

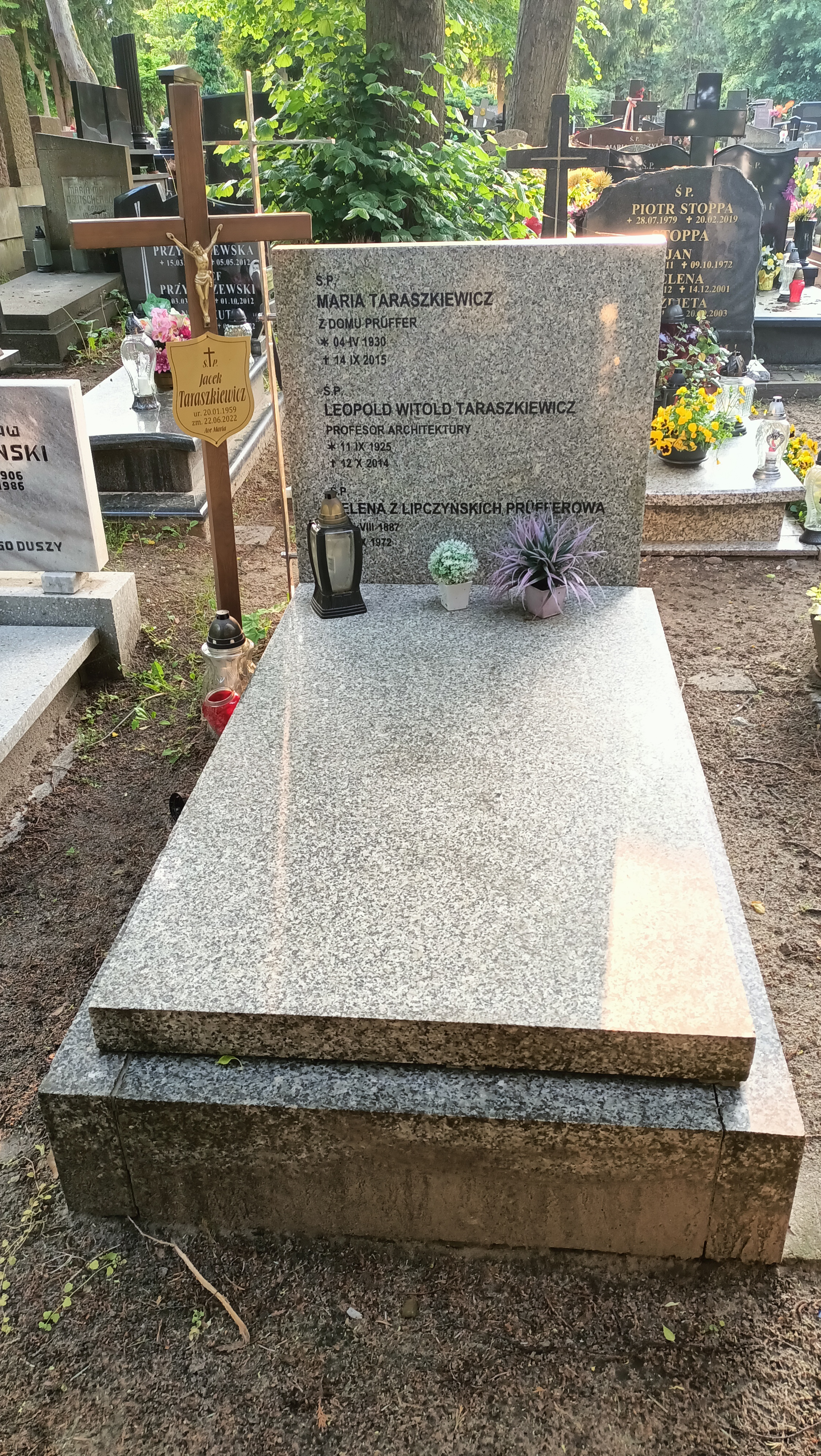
Grób Leopolda i Jacka Taraszkiewiczów na cmentarzu Oliwskim w Gdańsku

Jacek Taraszkiewicz (ur. 20 stycznia 1959 w Gdyni, zm. 22 czerwca 2022) – polski historyk, doktor habilitowany nauk humanistycznych, specjalista historii oświaty i wychowania okresu staropolskiego.

## Życiorys
Absolwent Instytutu Historii UG. W latach 1982–1987 nauczyciel historii w gdańskich szkołach. Od 1987 pracował w Zakładzie Historii Nauki, Oświaty i Wychowania UG.

## Pełnione funkcje w Uniwersytecie Gdańskim
- Prorektor (2002–2008)
- Prodziekan Wydziału Nauk Społecznych Uniwersytetu Gdańskiego (1999–2002, 2016[3][4]–2022)
- Przewodniczący Rady Programowej „Gazety Uniwersyteckiej” (2020[5]–2022)
- Dyrektor Centrum Aktywności Studenckiej i Doktoranckiej[6]